# Амелія Ворнер
Аме́лія Во́рнер (англ. Amelia  Warner, при народженні: Амелія Кетрін Беннетт, англ. Amelia Catherine Bennett; нар. 4 червня 1982, Ліверпуль) — англійська акторка, співачка та композиторка.

## Життєпис
Амелія Кетрін Беннетт, більш відома як Амелія Ворнер, народилась у Беркенгеді 4 червня 1982 року. Вона є єдиною дитиною в сім'ї кінематографістів Алана Льюїса і Аннетт  Екблом, яка намагалась уберегти доньку  від театру і кіно, але їй це так і не вдалося.
Коли їй виповнилось 4 роки, її батьки розлучилися, і вона з матір'ю переїхала в Лондон. Навчалась у Королівській масонській школі для дівчат, а в 16 років вступила до коледжу образотворчих мистецтв у Лондоні. Вивчала історію мистецтв у Голдсмітському Університеті в Лондоні.
Акторські навички отримала, граючи члена королівського суду в театральній трупі. Почала акторську кар'єру з кінця 1990-х років.
Спочатку виконувала ролі в серіалах телеканалів ITV і BBC, потім в 1999 році зіграла роль другого плану в фільмі «Менсфілд-парк» (екранізація однойменного роману англійської письменниці Джейн Остін). Широку популярність у Західній Європі та в Росії їй принесла роль Лорни Дун у телепостановці однойменного роману Р. Д. Блекмора (2001).
У 2000-х роках вона знімалась у таких фільмах, як «Перо маркіза де Сада», «Еон Флакс», «Зниклі», «Луна».

## Особисте життя
З липня по листопад 2001 року була одружена з ірландським актором Коліном Фареллом.
З 27 квітня 2013 року одружена з актором Джеймі Дорнаном. У подружжя є троє дітей — дочки: Далсі Дорнан (нар. у кінці листопада 2013 року) і Елва Дорнан (нар. у середині лютого 2016 року).та Альберта Мейв (нар.10.03.2019 року